# Gaston Charpentier-Bosio
Pour les articles homonymes, voir Charpentier (homonymie).
Louis Gaston Amédée Charpentier-Bosio, né à Paris le 4 février 1858 et mort à Paris 7e le 21 avril 1923, est un peintre français.

## Biographie
Fils du peintre André-Amédée Charpentier-Bosio et petit-fils d'Astyanax Scaevola Bosio, élève de William Bouguereau et de Tony Robert-Fleury, paysagiste, membre du Salon des artistes français, il y obtient une mention honorable en 1890. 
Il est inhumé dans le caveau familial au cimetière du Montparnasse.